# Christian Günter
Christian Günter (sinh ngày 28 tháng 2 năm 1993) là một cầu thủ bóng đá chuyên nghiệp người Đức thi đấu ở vị trí hậu vệ cho câu lạc bộ Bundesliga SC Freiburg và đội tuyển quốc gia Đức.